# LetterOne
LetterOne Holdings S.A. è una società di investimento internazionale con sede a Lussemburgo. I suoi investimenti sono concentrati nei settori delle telecomunicazioni, della tecnologia e dell'energia attraverso due aziende, L1 Energy e L1 Technology. Fondata nel 2013 dall'uomo d'affari russo Mikhail Fridman con i proventi della vendita di TNK-BP.
Fridman e il co-fondatore Petr Aven hanno lasciato il gruppo all'inizio del marzo 2022, dopo le sanzioni imposte dall'UE nell'ambito dell'invasione russa dell'Ucraina.

## Storia
Le due principali business unit, L1 Energy e L1 Technology, sono supportate da L1 Treasury Services, che ha gestito la liquidità e gli investimenti finanziari del gruppo, comprese le partecipazioni di private equity. LetterOne investe attraverso partecipazioni strategiche in società quotate o attraverso la proprietà di società private. 
Al 31 dicembre 2014 gli asset gestiti da LetterOne ammontavano a circa 25 miliardi di dollari. Le fonti di queste attività sono i fondi derivanti dalla vendita di TNK-BP, ma anche da attività investite prima della costituzione del Gruppo L1. Questi includono VimpelCom, Turkcell e investimenti di private equity. La società ha annunciato l'intenzione di investire nei settori globali del petrolio, del gas, delle telecomunicazioni e della tecnologia. 
Il 4 marzo 2015, il Segretario di Stato per l'energia e il cambiamento climatico, Ed Davey, ha concesso a Fridman un termine di una settimana per convincere il governo del Regno Unito a non costringerlo a vendere gli asset di petrolio e gas del Mare del Nord appena acquisiti. Un alto dirigente petrolifero occidentale ha affermato che il Regno Unito stava entrando in un "territorio inesplorato" intervenendo pubblicamente in una transazione aziendale per paura dell'effetto di future sanzioni contro la Russia. 
Nell'ottobre 2015 LetterOne ha venduto i suoi giacimenti di petrolio del Mare del Nord a Ineos, un'azienda chimica. Da allora il Financial Times ha riferito che a LetterOne è stato sostenuto in una lettera di un alto funzionario del governo che la decisione del precedente Segretario all'Energia di richiedere la vendita dei giacimenti del Mare del Nord "non è un giudizio sull'idoneità dei proprietari di LetterOne a controllare questi o altri beni nel Regno Unito".
Il 14 ottobre 2015 il gruppo LetterOne ha annunciato di aver concordato un accordo per acquisire le partecipazioni dell'utility tedesca e.on in tre giacimenti norvegesi di produzione, situati nel Mare del Nord. Il ministro del petrolio norvegese ha affermato che l'approvazione sarà gestita "nel solito modo".

### Energia L1
L1 Energy è una società di investimento nel petrolio e nel gas controllata dal miliardario russo Mikhail Fridman attraverso Alfa Group  e presieduta da Lord Browne. 
Nell'ottobre 2021, Lord Browne ha lasciato LetterOne e le sue funzioni di presidente del consiglio di amministrazione di Wintershell Dea, dove la quota di LetterOne è pari al 33%. 

### Private equity

#### Pamplona Capital Management
LetterOne investe ampiamente attraverso la sua partecipazione ai fondi di private equity di Pamplona Capital Management, un gestore di investimenti specializzato che fornisce una piattaforma di investimento alternativa attraverso investimenti di private equity, fondi di hedge fund e investimenti in hedge fund a gestore singolo. Gestiscono patrimoni per una varietà di clienti, inclusi fondi pensione pubblici, gestori patrimoniali internazionali, società multinazionali, family office e fondi di hedge fund. 